# Khaganat turc occidental
581–657
Entités précédentes :
- Khaganat turc

Entités suivantes :
- Protectorat Général pour Pacifier L'Ouest
- Türgesh
- Oghuz Yabgu
- Khazars

Le Khaganat turc occidental ou Khaganat onog (chinois traditionnel : 西突厥 ; pinyin : Xi tūjué) est un khaganat turc issu de la fragmentation à la fin du VIe siècle du Khaganat turc (fondé au VIe siècle en Mongolie par le clan Ashina) à la suite de la guerre civile göktürk. 
Il est également nommé On oq budun (des dix-flèches).
À son apogée, il inclut les territoires actuels du Kazakhstan, de l'Ouzbékistan, et certaines parties du Kirghizistan, Tadjikistan, Turkménistan et de la Russie. Il est vassalisé au milieu du VIIe siècle par les Tang, et s’effondre finalement en 742.